# Cikelet (plaats)
Cikelet is een bestuurslaag in het regentschap Garut van de provincie West-Java, Indonesië. Cikelet telt 6334 inwoners (volkstelling 2010).